# Isaiah Mobley
Eric Isaiah Mobley, né le 24 septembre 1999 à San Diego en Californie, est un joueur américain de basket-ball évoluant au poste d'ailier fort.

## Biographie

### Carrière universitaire
Entre 2019 et 2022, il joue pour les Trojans de l'USC. Mobley finit la saison 2021-2022 meilleur rebondeur (8,3 rebonds en moyenne) et meilleur marqueur (14,2 points) des Trojans.

### Carrière professionnelle

#### Cavaliers de Cleveland (2022-2024)
Lors de la draft 2022, il est choisi en 49e position par les Cavaliers de Cleveland. Le 2 juillet, il signe un contrat two-way avec les Cavaliers.
En juillet 2023, son contrat two-way est renouvelé.

## Statistiques

### Universitaires
| Saison    | Équipe   | Matchs | Titul. | Min./m | % Tir | % 3pts | % LF | Rbds/m. | Pass/m. | Int/m. | Ctr/m. | Pts/m. |
| --------- | -------- | ------ | ------ | ------ | ----- | ------ | ---- | ------- | ------- | ------ | ------ | ------ |
| 2019-2020 | USC      | 31     | 8      | 20,3   | 47,4  | 28,6   | 52,1 | 5,30    | 1,00    | 0,60   | 0,60   | 6,20   |
| 2020-2021 | USC      | 32     | 32     | 28,0   | 47,2  | 43,6   | 54,5 | 7,30    | 1,60    | 0,40   | 0,90   | 9,90   |
| 2021-2022 | USC      | 32     | 32     | 34,1   | 44,5  | 35,2   | 68,2 | 8,30    | 3,30    | 0,80   | 0,90   | 14,20  |
| Carrière  | Carrière | 95     | 72     | 27,5   | 46,0  | 36,0   | 59,6 | 7,00    | 2,00    | 0,60   | 0,80   | 10,10  |

## Palmarès
- First-team All-Pac-12 (2022)
- McDonald's All-American (2019)

## Vie privée
Il est le frère aîné d'Evan Mobley, drafté en 3e position en 2021, et le fils d'Eric Mobley.